# دستگاه نظارت عایق

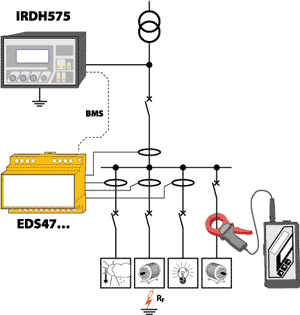
نحوه کار دستگاه نظارت عایق

یک دستگاه نظارت عایق، سیستم زمین نشده را بین هادی فعال فاز و زمین مشاهده می‌کند. این برای هشدار دادن (مثلاً با نور یا صدا) یا قطع کردن تغذیهٔ توان به هنگام افت مقاومت از مقدار تنظیم شده (معمولاً 50kΩ)(که نمونه استاندارد IEC برای کاربردهای پزشکی است) در نظر گرفته شده است. مزیت اصلی این است که سیستم زمین نشده یا شناور اجازه عملیات پیوسته برای مصارف مهم مانند پزشکی، شیمیایی، نظامی و غیره را می‌دهد. حتی اگر شکست (به عنوان مثال اتصال فاز به زمین) رخ دهد باز هم هیچ خطری برای کارکنان و عمل مورد نظر وجود نخواهد داشت.
برخی از تولید کنندگان برای این سیستم قادر به حمایت VFDها (درایو سرعت متغیر) هم هستند ولی بسیاری از آنها حمایت نمی‌کنند. مشکل در بخش‌های DC درایو هاست.
بیشتر این دستگاه‌ها با استفاده از تزریق dc سطح پایین روی خط کار می‌کنند. برخی تولییدکنندگان از(AMP(Adapted Measuring Pulseاستفاده می‌کنند. (پالسهای اندازه گیری منطبق)

## مطالعات بیشتر
- by BENDER CANADA 2012 -Electrical Safety on Ships, Offshore and Onshore[پیوند مرده]
- Electrical safety in low voltage distribution systems up to 1 000 V a.c. and 1 500 V d.c. - Equipment for testing, measuring or monitoring of protective measures - Part 8: Insulation monitoring devices for IT systems
- The IT earthing system (unearthed neutral) in LV